# Daniele Moretti
Daniele Moretti (ur. 25 listopada 1980 w San Severino Marche) – włoski siatkarz, grający na pozycji środkowego. Od sezonu 2019/2020 występuje w drużynie HRK Motta di Livenza.

## Sukcesy klubowe
Puchar CEV:
- 1998